# 奧馬哈人
奧馬哈族（奧馬哈-龐卡語：Umoⁿhoⁿ，英文：Omaha）是美國聯邦政府認可的中西部美洲原住民部落，居住在美國內布拉斯加州東北部和艾奧瓦州西部的奧馬哈保護區，屬於北美大平原原住民。奧馬哈印第安人保護區主要位於內布拉斯加州瑟斯頓縣南部和庫名縣東北部，但小部分延伸到伯特縣的東北角，穿過密蘇里河進入艾奧瓦州的莫諾納縣。其總土地面積為796.355平方公里（307.474平方英里），2000年人口普查錄得的人口為5194人。它最大的社區是梅西。
到17世紀晚期，奧馬哈人從俄亥俄河谷的早期地點遷移到密蘇里上游地區和大平原地區。奧馬哈人講的是德吉哈語支的蘇安語，與龐卡族的語言非常相似。後者原本都是奧馬哈人的一部分，然後在18世紀中葉分裂成一個獨立的部落。他們還與講蘇安語的奧塞奇族、夸帕人和堪薩人有關，他們也在俄亥俄河谷的易洛魁的壓力下西遷。在趕走其他部落後，易洛魁將當地控制為狩獵場。
大約在1770年，奧馬哈成為北部平原上第一個採用馬術文化的部落。在內布拉斯加州東北部的當前達科他縣大約1775年開發了“大村莊”（Ton-wa-tonga），使奧馬哈人能與早期的歐洲探險家和加拿大法國航海家建立了廣泛的貿易網絡。他們控制了皮草貿易並進入密蘇里河上游的其他部落。
內布拉斯加州最大的城市奧馬哈市，以奧馬哈人命名。從來未與美國對抗的奧馬哈人，在美國內戰期間協助過聯邦。

## 歷史
奧馬哈人發源於阿巴拉契亞山區，1600年左右盤踞於俄亥俄河和沃巴什河的區域，並於17世紀遷徙到大平原上。西遷期間分出了夸帕人，他們定居在現在的阿肯色州，而被稱為U-Mo'n-Ho'n（“上游”）的奧馬哈人則居於愛荷華州西北部的密蘇里河附近。然後又分出了龐卡人，他們傾向居住在奧馬哈人附近。歐洲人首次提及奧馬哈人的紀錄，是在1700年，來自皮埃爾·查爾斯·勒蘇爾。他報稱奧馬哈人有一條村，在400個井，住了4000人。這條村座落於大蘇河一個接近密蘇里河交匯點的地方，接近今天愛荷華州蘇城。當時法國人稱該條河為 "The River of the Mahas"。

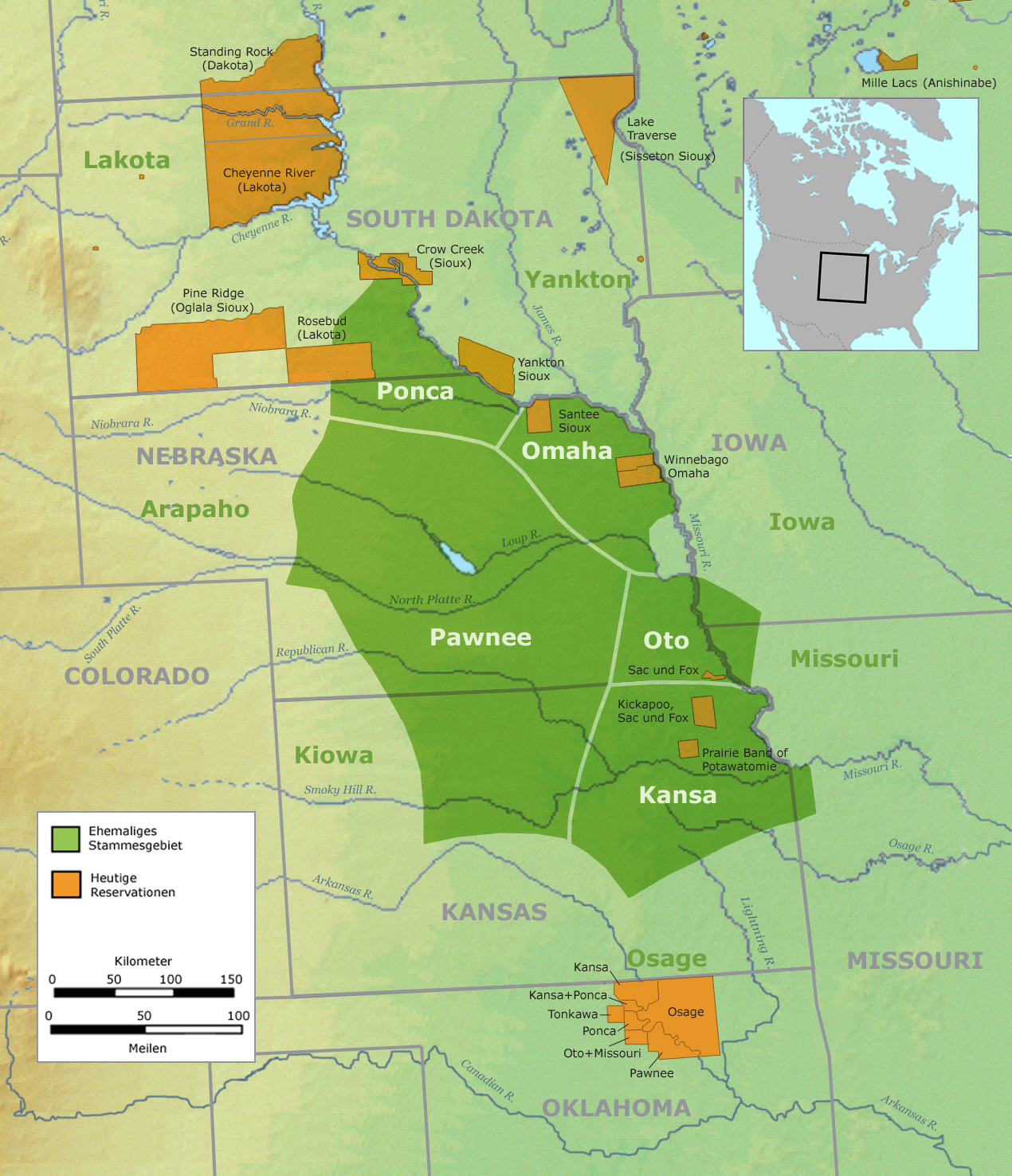
奧馬哈人和其他部落的部落領地

1718年，法國製圖師紀堯姆·德利爾（Guillaume Delisle）將部落標為「Maha，一個遊走的民族」，將它標在沿著密蘇里河北段。18世紀中，法國皮草貿易商能夠在密蘇里河的東面找到奧馬哈人。相信當時奧馬哈人的範圍從南達科他州的夏延河去到內布拉斯加州的普拉特河。1734年左右，奧馬哈人首次在密蘇里河以西建立了他們的村莊，位於鮑溪上，今內布拉斯加州錫達縣裡面。
1775年左右，奧馬哈人開發了一個新村莊，可能位於現今的內布拉斯加州荷馬（Homer, Nebraska）附近。這就是「Ton won tonga」（又寫作Tonwantonga，即「大村」），酋長黑鳥（Chief Blackbird）的村莊。大約在1795年，該村約有1100人。由於佔據著密西西比河和密蘇里河的航道，奧馬哈人和歐洲人進行了大量的商品交易，其中北美大平原上的野獸毛皮生意幾乎由奧馬哈人壟斷。
歐洲人帶來的天花，於1800年左右肆虐當地，大大地毀滅了族群的人口，大概滅了三分之一的人。酋長黑鳥也死於當中。黑鳥與西班牙人和法國人建立了貿易關係，並將貿易作為保護其人民的安全措施。意識到他們傳統上缺乏大量人口來抵禦鄰近部落，黑鳥相信建立與白人探險家的良好關係和貿易關係是族群生存的關鍵。在此期間，西班牙人在奧馬哈人附近建造了一座堡壘，並定期與他們貿易。
在美國購買路易斯安那並對該地區的貿易施壓後，奧馬哈人的商品種類變得繁多：剪刀、斧頭、大禮帽和鈕扣等等的工具和服裝變得盛行。或許是因為技術不斷發展，女性承擔了更多的貿易商品製造和手工耕作。那些在1800年後埋葬的婦女壽命更短、生活更艱苦；沒有人活過30歲。但他們在部落經濟中也扮演著更重要的角色。研究人員通過考古發掘發現，與男性或1800年之前的女性相比，後期女性的銀器陪葬品更多。研究完成後，部落於1991年重新將這些祖先遺骸埋葬。
當路易斯和克拉克於1804年到訪Ton-wa-tonga，大多數居民都因為季節性水牛狩獵而離開了。遠征隊遇到了同樣說蘇安語的吉韦雷族。遠征隊獲引領到酋長黑鳥的墓地，然後再繼續西進。1815年奧馬哈人與美國簽下第一份條約，又稱為“友好與和平條約”。部落沒有放棄任何土地。
奧馬哈人是半定居民族，他們的村莊一般存在8至15年。他們以草皮房屋作為冬季住宅，這些房屋排列成一個大圓圈，按五大氏族或各「moiety」的氏族排列，以維持天地兩派人的平衡。最終，來自北方的疾病和蘇族人的侵略迫使部落向南遷移。1819年和1856年之間,他們在現在的內布拉斯加州貝爾維尤附近和帕皮利恩河（Papillion Creek）沿岸建立了村莊。

### 土地喪失
1830年以後，美國通過一系列條約迫使奧馬哈人放棄了在密西西比河以東的土地。1831年，第四份草原杜幹條約（Fourth Treaty of Prairie du Chien）簽訂，奧馬哈人將他們在密西西比河以東，在今愛荷華州的土地，割讓給美國，並確認他們在當地仍然擁有狩獵權。1836年與美國簽訂的一項條約將他們在密蘇里州西北部剩餘的狩獵土地也禠奪了。
在1840年代，奧馬哈人繼續遭受蘇族侵略。歐美定居者敦促美國政府在密西西比河以西提供更多土地給白人開發。1846年，酋長大麋鹿簽訂了一項非法條約，允許一大群摩門教徒在奧馬哈人的土地上定居一段時間。他想藉此換取槍械抵禦其他競爭部落。但是，兩年之內，新的定居者大大減少了當地的狩獵動物和林木。
1854年1月，印第安事務官James M. Gatewood與60位奧馬哈領導人和長老在貝爾維尤的議會中就土地割讓展開談判。Logan Fontenelle是當時的翻譯，是法裔和奧馬哈人混血，母系為奧馬哈人，父系為法裔加拿大人。他為貝爾維尤代理局擔任了十五年翻譯，不僅懂三種語言，還當過商人。Gatewood受華府施壓要達成購地。奧馬哈長老不願將談判工作交由氏族酋長處理，但是同意了把大部分密西西比河以西的剩餘土地售出。與會的酋長同意遷往離貝爾維尤事務局更北的地方，最後選擇了黑鳥山，也就是現在瑟斯頓縣的保留區。
這六十人最終派了七位酋長到華盛頓與Gatewood作最終談判，而Fontenelle就當翻譯。七人之中，有一位叫鐵眼的酋長（又名Joseph LaFlesche），他被視為傳統上最後一位奧馬哈族酋長。Logan Fontenelle只是翻譯，但白人卻誤會他是酋長。由於Fontenelle的父系是白人，他根本不被接納為部落成員，而是被族人視作白人。
部落最終於1856年左右遷往黑鳥山，而首先他們以傳統方式建立一條村落。到1870年代，水牛迅速從平原上消失，導致了奧馬哈人的生存危機，奧馬哈人不得不日益地依靠年金和美國政府的供給，以及適應自給農業來生存。貴格會成員雅各布·沃爾（Jacob Vore）獲總統格兰特指派為奧馬哈保留區的印第安事務官。他於1876年9月上任，接替同為貴格會教徒的T.S. Gillingham。
那一年，就在奧馬哈人離開進行他們一年一度的野牛狩獵之前，沃爾分發了減少了的年金；根據他後來的說法，他打算“鼓勵”奧馬哈人從事更多的農業工作。他們經歷了一個糟糕的狩獵季節和嚴冬，以至於有些人在晚春之前就挨餓了。沃爾獲得了年金的補充並分配出去，但在他到1879年的剩餘任期內，沒有再分配現金年金，條約定明的每年20000美元。相反，他提供貨物——耙、馬車、馬俱以及各種犁和工具——來支持農業工作。他向族人宣稱華府反對撥款。無可選擇下，奧馬哈人只好爭取更多的農業收成，將收成增加到20 000蒲式耳。
奧馬哈人從未武裝反對美國。該部落的一些成員在美國內戰期間為聯邦而戰，以及至今的後來每場戰爭。
從1960年代開始，奧馬哈人開始重奪密蘇里河以東的土地，在一個叫做黑鳥灣的地區。經過長時間的法庭鬥爭和幾次對峙，該地區的大部分已被確認為奧馬哈部落土地的一部分。奧馬哈人在這片收復的領土上建立了他們的黑鳥灣賭場。

## 文化
成為定居民族以前，奧馬哈人有一個錯綜複雜的社會結構，圍繞住天（男性）和地（女性）之間不可分割的結合的觀念；這是他們創世故事和他們宇宙觀的一部分。這種結合被視為滲透到所有生命形式，對延續奧馬哈文化至關重要。部落分為兩個moiety，即半部落，分別叫做「天人」（Insta'shunda）和「地人」（Hon'gashenu），各由一位依父系世襲的酋長帶領。
天人負責部落的精神需求，地人負責部落的物質福利。各moiety由五個氏族（即gente）組成，各司其職。這些氏族也有依父系世襲的酋長。基本上奧馬哈人就是父系社會，小朋友出生後就被視為屬於父親的氏族。族人結婚都是與非自己的氏族的人的。
在長老和酋長與美國談判，割讓他們在內布拉斯加州的大部分土地以換取保護和年金時，世襲酋長和氏族結構仍然存在。只有通過他們的父親出生在世襲中的男人，或者被男性正式收養到部落中的男人（例如酋長大麋鹿收養了鐵眼），才能成為酋長。LaFlesche能成為酋長鐵眼，是因為1840年代酋長大麋鹿納他為養子和氏族「Weszinste」的酋長繼承人。LaFlesche是個混血兒，他被視為最後一位按傳統規矩成為最高酋長的人，而他也是眾酋長之中唯一有歐美背景的。他從1853年開始擔當了幾十年酋長。
儘管白人把Logan Fontenelle視為酋長，但奧馬哈人卻不是。他們用他做翻譯；他是父系為白人的混血兒，加上他沒有被部落的男人收養，所以被視為白人。
今天奧馬哈人會每年舉辦一次帕瓦。在活動中，委員會會選出奧馬哈人的帕瓦公主。她擔當了社區的代表，還有年幼孩子的榜樣。

### 住屋

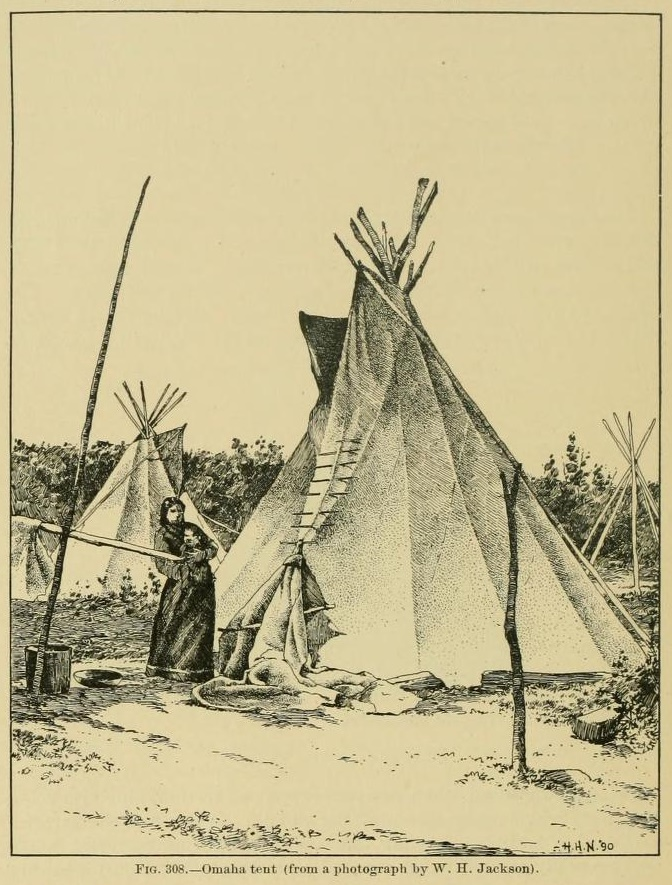
奧馬哈梯皮帳篷。在平原狩獵期間奧馬哈土屋就會換成可移動的梯皮。

隨著17世紀部落從俄亥俄河地區向西遷移，他們適應了平原環境。他們捨棄了木屋的林地習俗，從蘇族引進了梯皮帳篷，於水牛狩獵和夏季期間採用，又會建造土屋，引進自阿里卡拉族（又稱沙波尼，Sand Pawnee），用於渡過冬季。梯皮帳篷多數於水牛狩獵或重置村落時使用，到了冬季就住進土屋。
奧馬哈人的住宅結構有著他們信仰的象徵。在一年中的大部分時間裡，奧馬哈人都住在泥土或草皮小屋中，這種小屋巧妙地採用了木骨架和厚草皮覆蓋的結構。小屋中央是一個壁爐，讓人想起他們的創世神話。土屋入口建於東面，以迎著初升的太陽，提醒人們他們的起源和從東方向上游遷徙。
部落村莊的圓圈佈局稱為「Huthuga」，它反映了奧馬哈人的信仰。天人居住在村子的北半圈，象徵著天堂的區域。地人居住在南半部，代表人間。圓圈向東張開。 在村莊的每一半內，氏族的位置取決於其成員的部落職責和與其他氏族的關係。土屋的直徑高達60英尺（18），可以容納幾個家庭，甚至他們的馬。
當部落於1856年左右遷往奧馬哈保留地時，他們最初以傳統模式建造村莊和土屋，在佈局中將半部落和氏族置於他們傳統的地方。

## 著名奧馬哈人
- 蘇珊·拉夫萊斯·皮科特（1865年–1915年），第一位女性原住民醫師